# غاري لورد
غاري لورد (بالإنجليزية: Gary Lord)‏ هو رسام أمريكي، ولد في 6 سبتمبر 1952.